# دكتوراه في التربية
دكتوراه في التربية (EdD أو DEd) هي (حسب المنطقة والجامعة) درجة دكتوراه بحثية أو مهنية تركز على مجال التعليم. يقوم بإعداد حامله للمناصب الأكاديمية أو البحثية أو الإدارية أو السريرية أو المهنية في المنظمات التعليمية أو المدنية أو الخاصة أو المؤسسات العامة. وتوجد اختلافات كبيرة في الهيكل والمحتوى والأهداف بين المناطق.